# Sellapan Ramanathan
Sellapan Ramanathan (tamil: செல்லப்பன் ராமநாதன), oftast känd som S.R. Nathan, född 3 juli 1924 i Singapore, död 22 augusti 2016 i Singapore, var Singapores sjätte president 1999 - 2011. Han efterträddes av Tony Tan Keng Yam den 1 september 2011.